# ヌンホル島

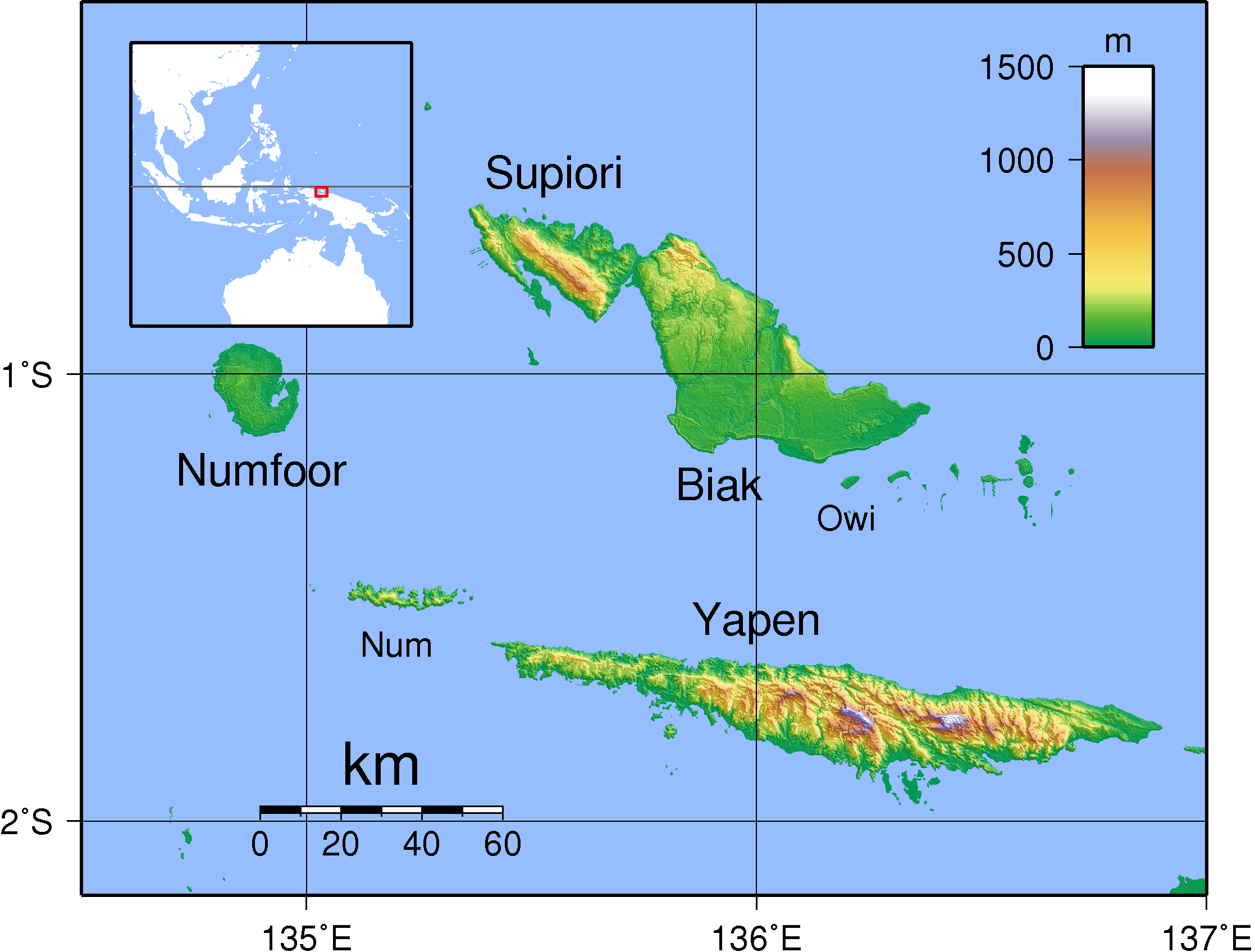
スハウテン諸島の一部、ヌンホル島

ヌンホル島（ヌンホルとう、英語: Numfor、Numfoor、Noemfoor、Noemfoerなど）は、インドネシア北東部、西ニューギニアのパプア州スハウテン諸島（ビアク諸島とも）に属する島のひとつ。 
第二次世界大戦中、日本軍と連合軍の間で起きた戦闘の舞台となり、両軍にとって主要な航空基地でもあった。

## 地理
ニューギニア島の広大なチェンデラワシ湾（かつてはヘールフィンク湾と呼ばれた）北側に位置する。概ね楕円形で面積は335平方キロメートル。南東の沿岸部のうち何箇所かを除き、ほとんどをサンゴ礁に囲まれている。南東の沿岸部には低く急な崖も見られる。内陸部のほとんどは森林からなる。
パプア州ビアク・ヌンホル県の管轄である。2010年の統計では、5地区に9,336人の人口を抱える。

## 歴史
ヨーロッパ人による島の目撃例としては、1528年6月24日、スペイン人探検家アルヴァロ・デ・サーヴェドラが、ティドレからヌエバ・エスパーニャへ帰ろうとする途中で目にしたのが初である。もう一例、1545年にスペインの探検家イニゴ・オルティス・デ・レテスが、ガレオン船サンフアン号から目撃している。これもヌエバ・エスパーニャへの帰還を試みている最中であった。

### 第二次世界大戦
第二次世界大戦中の1943年12月、ヌンホル島は日本に占領された。当時の先住民人口は約5,000人で、ほとんどが沿岸部の村々で自給自足の生活を営んでいた。
島にはその他にも、日本軍に連れてこられた約1,100人の労働者たちが駐留していた。台湾人の占領地労働者部隊600人と、インドネシアの民間から強制徴用された労働者たち500人だった。彼らは日本軍によってヌンホルへ連行されてきた4,000人以上もの労働者の生き残りであった。
日本軍は島内の3箇所に飛行場を建設し、重要な航空基地として整備した。
- コルナソレン飛行場/ヤブルロ飛行場（島の北端に面する）
- カミリ飛行場（島の北西端）
- ナムベル飛行場（島の西部沿岸）

アメリカ軍とオーストラリア軍の航空機による島への爆撃は、1944年4月には始まっていた。
連合軍は1944年7月2日から島に上陸を開始した。島は「ほぼ隙間のない環状」のサンゴ礁に囲まれていたが、岸への到達の際、部隊には「ほぼ死傷はなかった」と新聞では報じられた。部隊ははじめ、島の北西端のカミリ飛行場付近に上陸した。日本軍はカミリ周辺の広範囲に守備の用意をしていたが、飛行場では戦闘はほとんど起きなかった。アメリカ海軍の公式記録によれば「飛行場周辺で遭遇した日本軍は爆撃の影響で無力化されており、戦意は全く削がれていた」。
翌日、島内の他の地域で予想される日本軍の抵抗への対策として、第503パラシュート歩兵連隊2,000人が島へ降り立った。米軍によって2つ目に接収された基地、ヤブルロ飛行場は、1944年7月4日に制圧された。
7月5日には日本軍による反撃があったが、これは失敗に終わった。同日、ヌンホルから派遣されたアメリカ軍部隊が、近隣の小島であるマニム島を確保した。7月6日、ナムベル飛行場は抵抗もなく連合軍に制圧された。7月7日には全島の制圧が宣言された。しかし日本軍の兵士各個によるゲリラ戦は、8月31日に全ての戦闘が終結するまで続いた。
連合軍は8月31日までに、死者行方不明者66人、負傷者343人を数えた。日本側の被害は死亡者約1,714人、捕虜186人であった。
アメリカ陸軍の公式記録によると、もともと3, 000人いた日本軍の民間労働者は、8月31日時点ではわずか403人しか生き残っていなかったという。連合軍によって10〜15人ほどが誤って殺害されたとされている。残りは進攻が始まる以前に虐待により既に死亡していた。
約300人の台湾人労働者部隊は進攻以前に死亡していた。残りは日本軍により、強制的に連合軍との戦闘に参加させられたという。投降した550人以上のうち、半数以上が飢えと熱帯病に苦しんでいた。連合軍の戦闘行動により最大で20人が殺害された。
アメリカ陸軍史の研究家によると、飢えた日本人と台湾人により部分的に食された形跡のある、日本人、台湾人および連合軍兵士の遺体が発見されたという。
航空基地は日本占領下にあったバリクパパンの石油精製施設への爆撃に、5回に渡って使用された。この施設は日本の精製石油製品の最大35パーセントを供給していた。バリクパパンは、アメリカ第13空軍および第5空軍のB-24リベレーター爆撃機の航続可能距離ぎりぎりに位置していた。1度目の爆撃は1944年9月30日、トーマス・セバーン・マスグレイブ Jr.大佐の指揮で行われ、2度目はその3日後に行われた。最初の2回の爆撃には戦闘機の護衛がなかったため、甚大な被害を出した。10月に行われた更に3回の爆撃には、新たに加わったサンサポールとモロタイ島の基地から飛来したP-38ライトニング戦闘機およびP-47サンダーボルト戦闘機が護衛に随伴した。